# Jardin des Combattants de la Nueve
El jardin des Combattants de la Nueve (en español: jardín de los Combatientes de la Nueve) es un jardín de París, ubicado en el IV Distrito, en el lateral sur del Ayuntamiento de París.

## Descripción
Con una superficie de 1600 m², da hacia el muelle quai de l'Hôtel de Ville. Más abajo, a orillas del Sena, está el jardín Federico García Lorca.
Se compone de un césped central rodeado de caminos de gravilla y rosales; en sus extremos hay arboledas. También hay una zona de juegos para los niños inscritos en la guardería del Ayuntamiento, así como un gallinero y jaulas de conejos.

En el centro del jardín se encuentra una estatua ecuestre, creada por Jean-Antoine-Marie Idrac y Laurent Marqueste e inaugurada el 14 de julio de 1888, que representa a Étienne Marcel, preboste de los mercaderes de París en el siglo XIV y figura fundadora de la administración parisina.

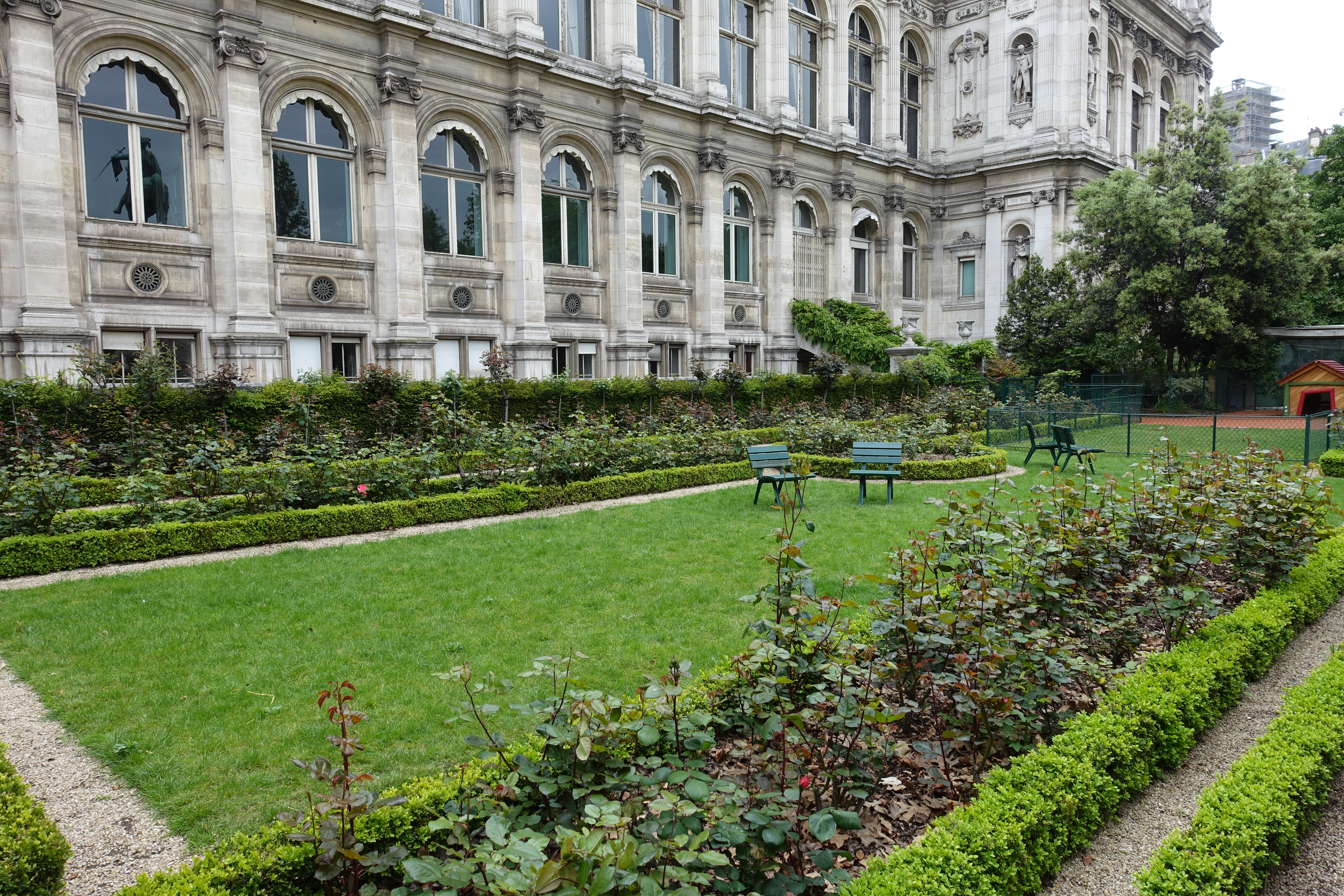
Jardín
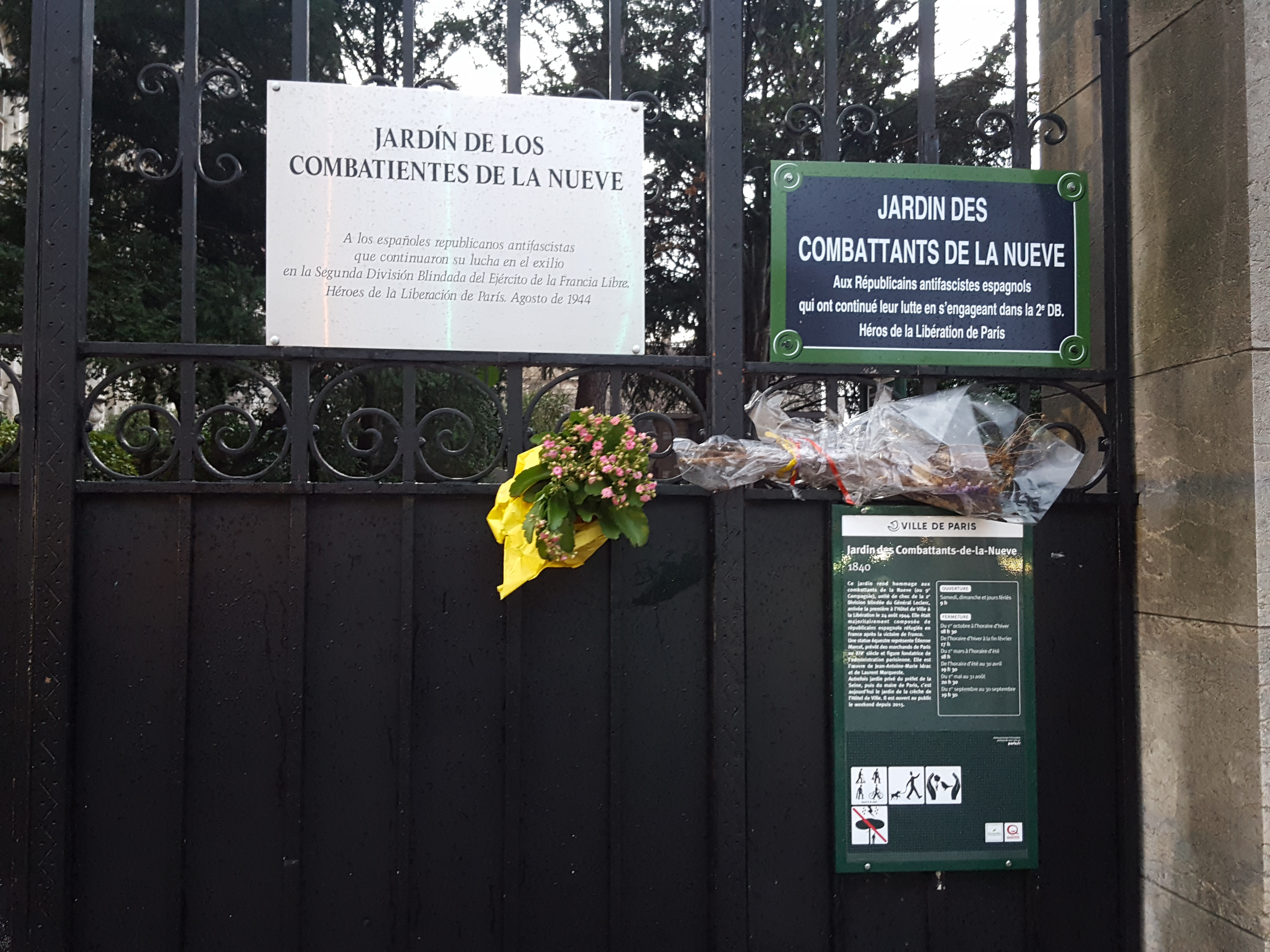
Entrada del jardín, plaza de l'Hôtel-de-Ville, con la placa del Jardín de los Combatientes de La Nueve de Madrid
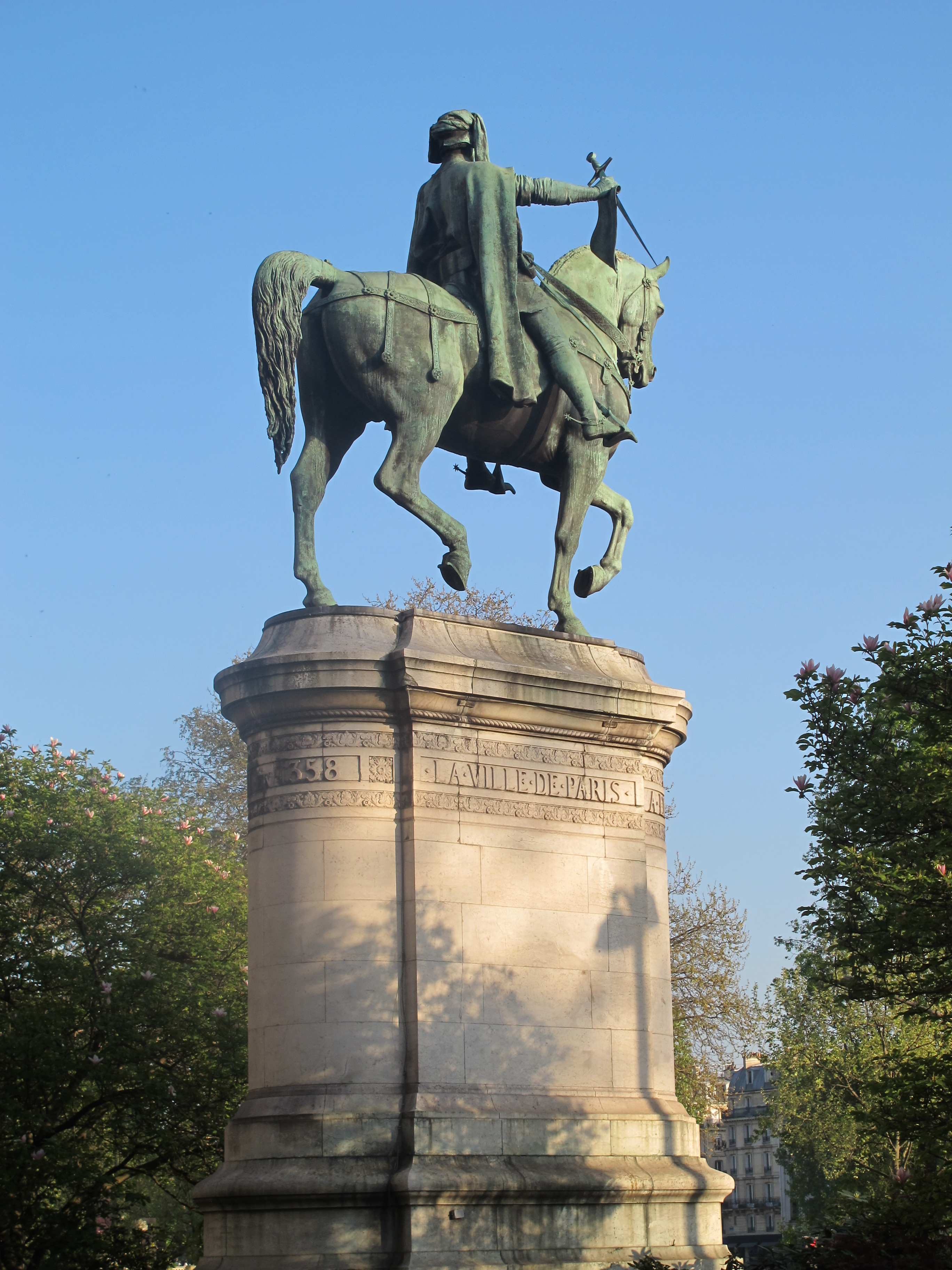
Estatua en el jardín de Étienne Marcel
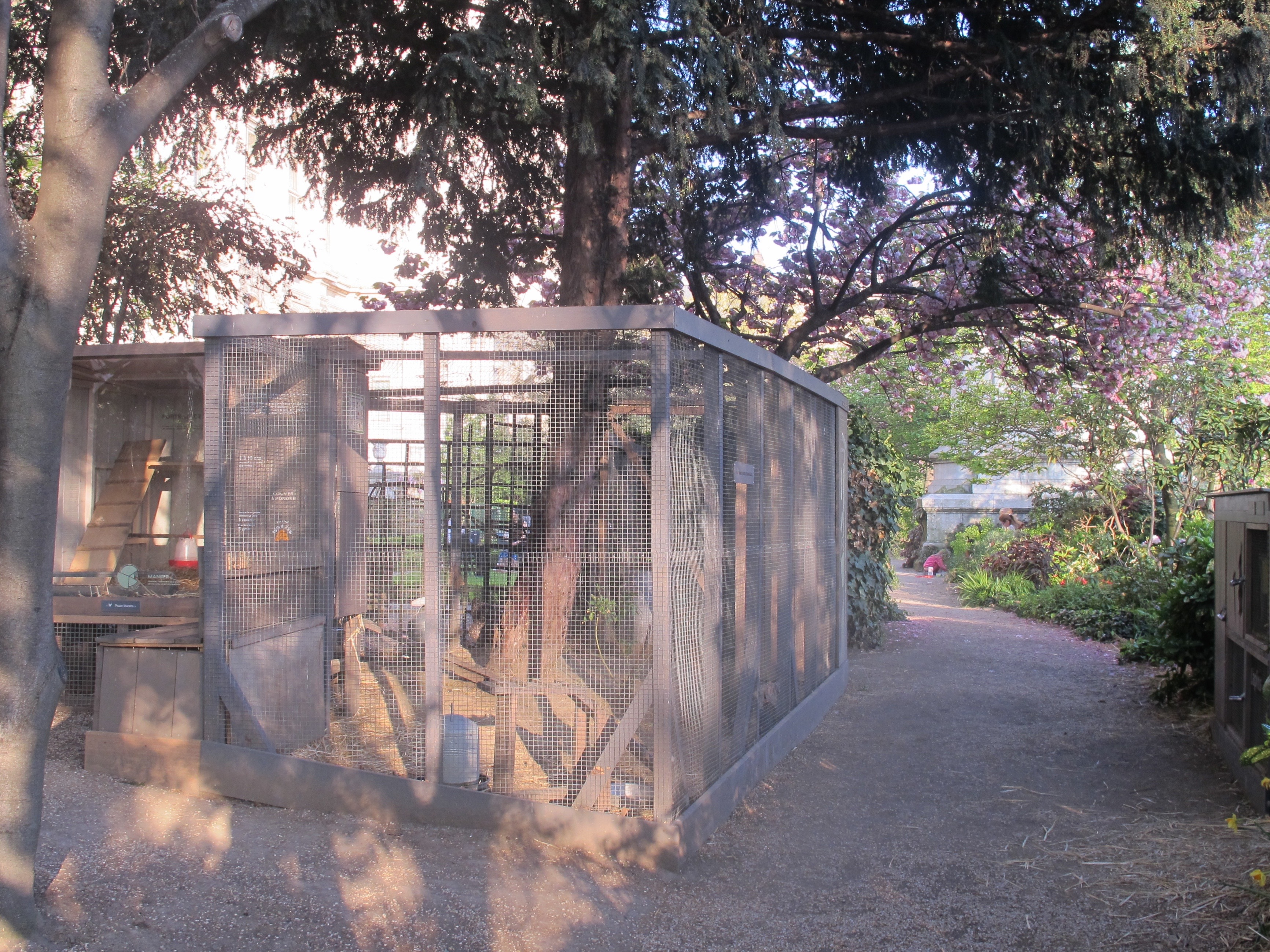
Gallinero
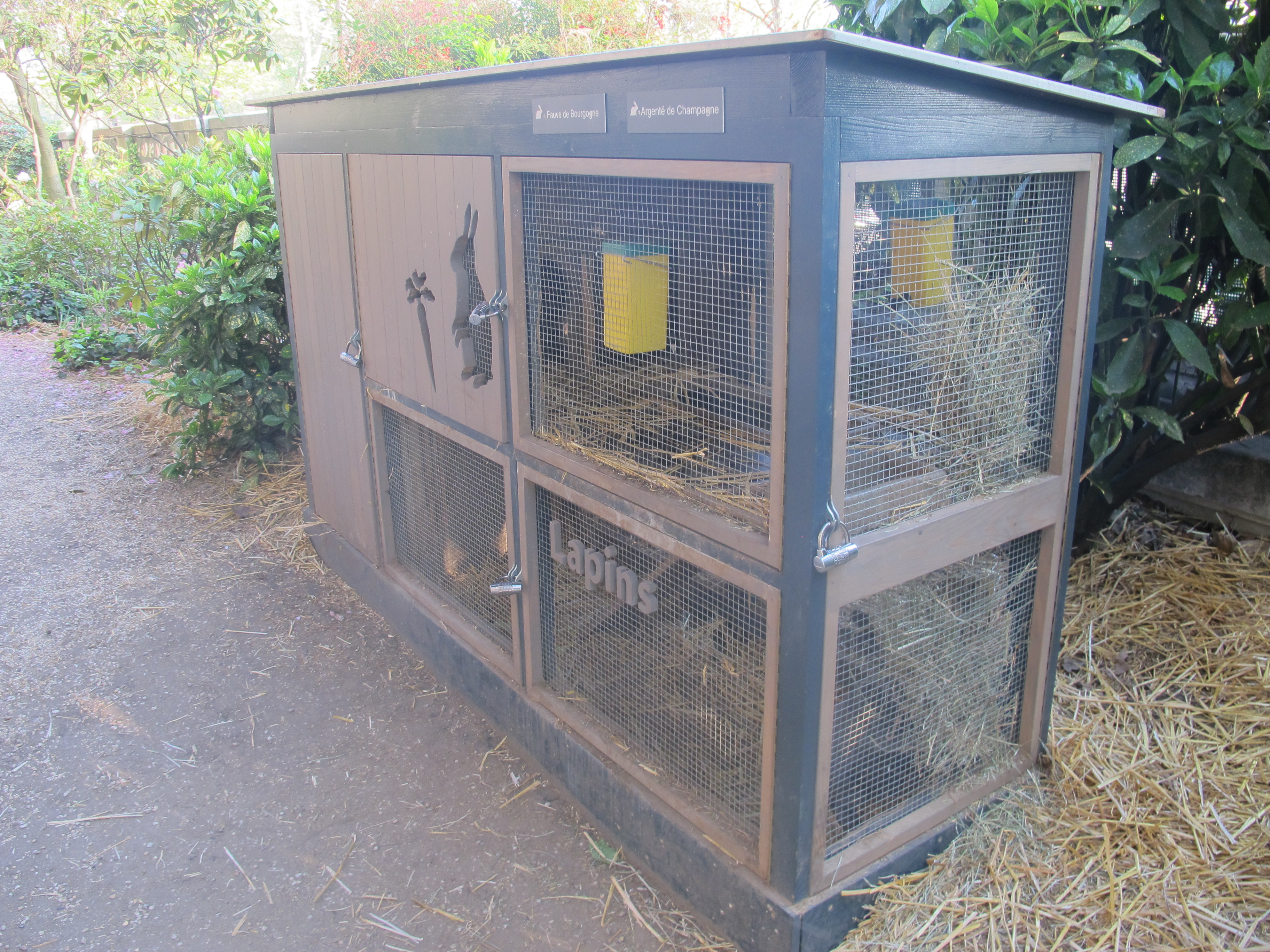
Jaulas de conejos

## Toponimia
Este jardín rinde homenaje a los combatientes de la Nueve, unidad de choque de la 2ª División Blindada del General Leclerc, quienes fueron los primeros soldados aliados en llegar al ayuntamiento en la Liberación el 24 de agosto de 1944. Estaba compuesto principalmente por refugiados republicanos españoles en Francia después de la victoria de Franco.

## Historia
Históricamente llamado jardin de l'Hôtel-de-Ville, es un espacio verde respaldado por la fachada sur del Ayuntamiento de París, a lo largo del Quai de l'Hotel-de-Ville entre la rue de Lobau y la explanada. Fue construido en el sitio de la desaparecida rue des Haudriettes. Antiguamente fue el jardín privado del prefecto del Sena y hasta 2001 del alcalde de París, cuyos apartamentos privados fueron convertidos en guardería municipal por el alcalde Bertrand Delanoë.
En 1871 durante la represión de la Comuna de París, el Ayuntamiento fue incendiado, sufriendo daños el jardín, salvándose únicamente los árboles. Tras ello, fue reconstruido alcanzando su configuración actual.

Cerrado originalmente para el público, está abierto los sábados, domingos y festivos, de 9 a. m. hasta el final del día, desde el 24 de enero de 2015. En marzo del mismo año, después de la deliberación del Consejo de París, el rey y la reina de España, Felipe VI y Letizia, y la alcaldesa de París, Anne Hidalgo, planearon inaugurar el jardín renombrado "Jardín de los Combatientes del Nueve", para rendir homenaje a los republicanos españoles que participaron, dentro de La Nueve, la Liberación de París en agosto de 1944, uno de ellos fue el primer oficial militar recibido por los guerrilleros de la Resistencia en el Hôtel de Ville. Sin embargo, el accidente del vuelo 9525 de Germanwings, donde 51 españoles fallecen, acorta la visita de la pareja real; la ceremonia de inauguración se pospuso hasta el 3 de junio de 2015, con la asistencia de los supervivientes de la compañía, Rafael Gómez y Luis Royo.

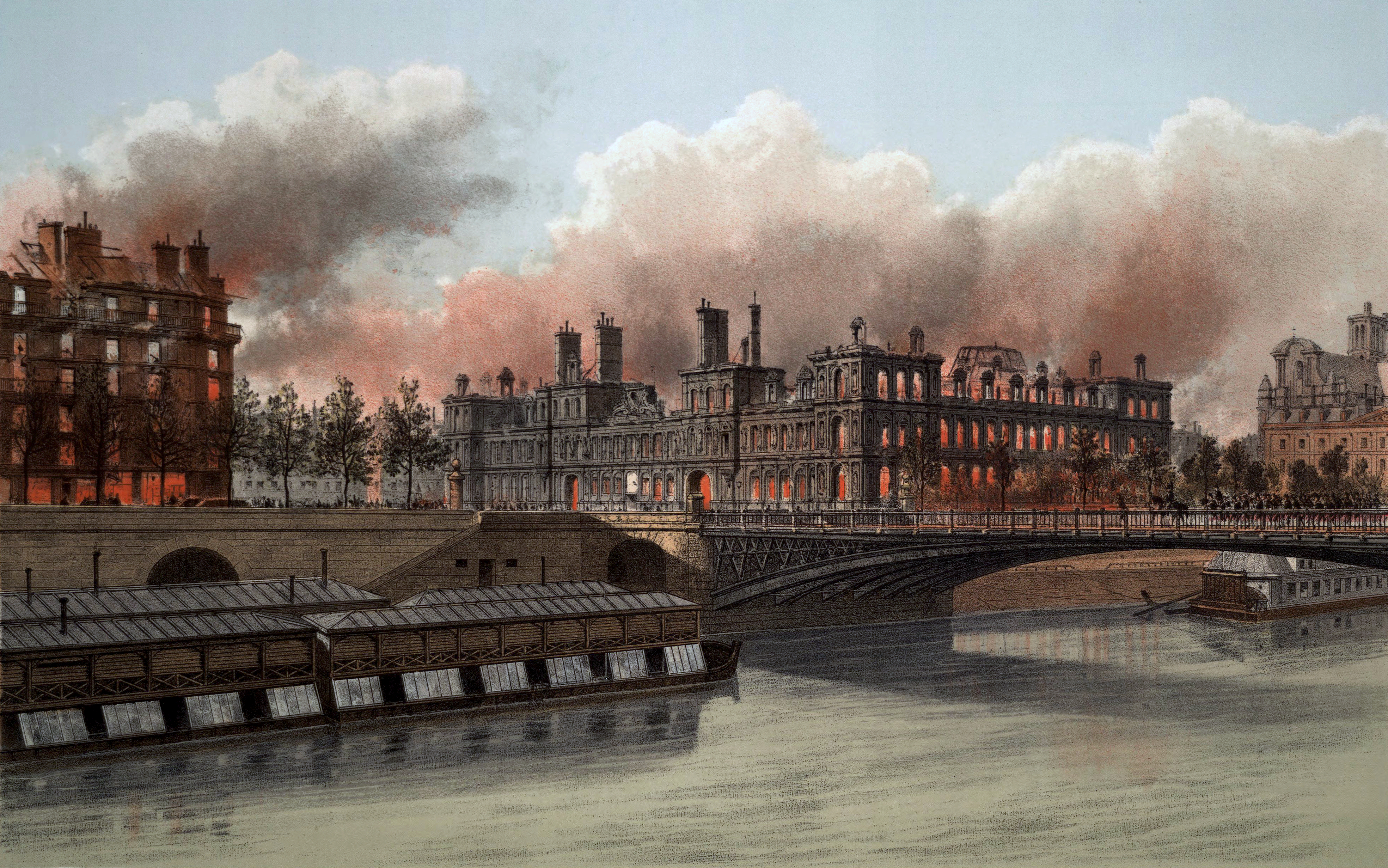
El incendio de 1871 del Ayuntamiento de París. A la derecha se puede apreciar el jardín también devorado por las llamas.
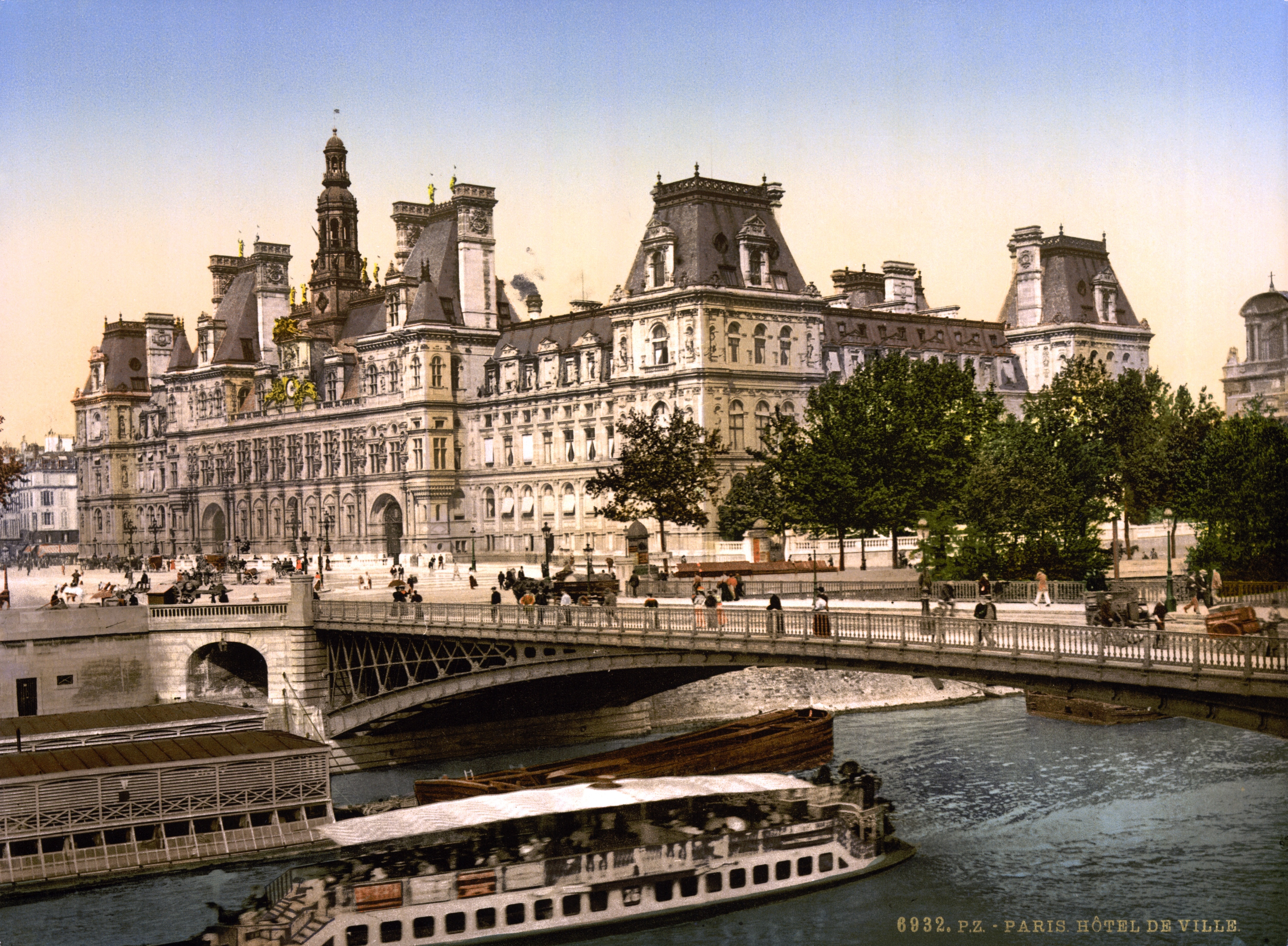
Vista desde el Puente de Arcole del Ayuntamiento y el jardín tras la reconstrucción.
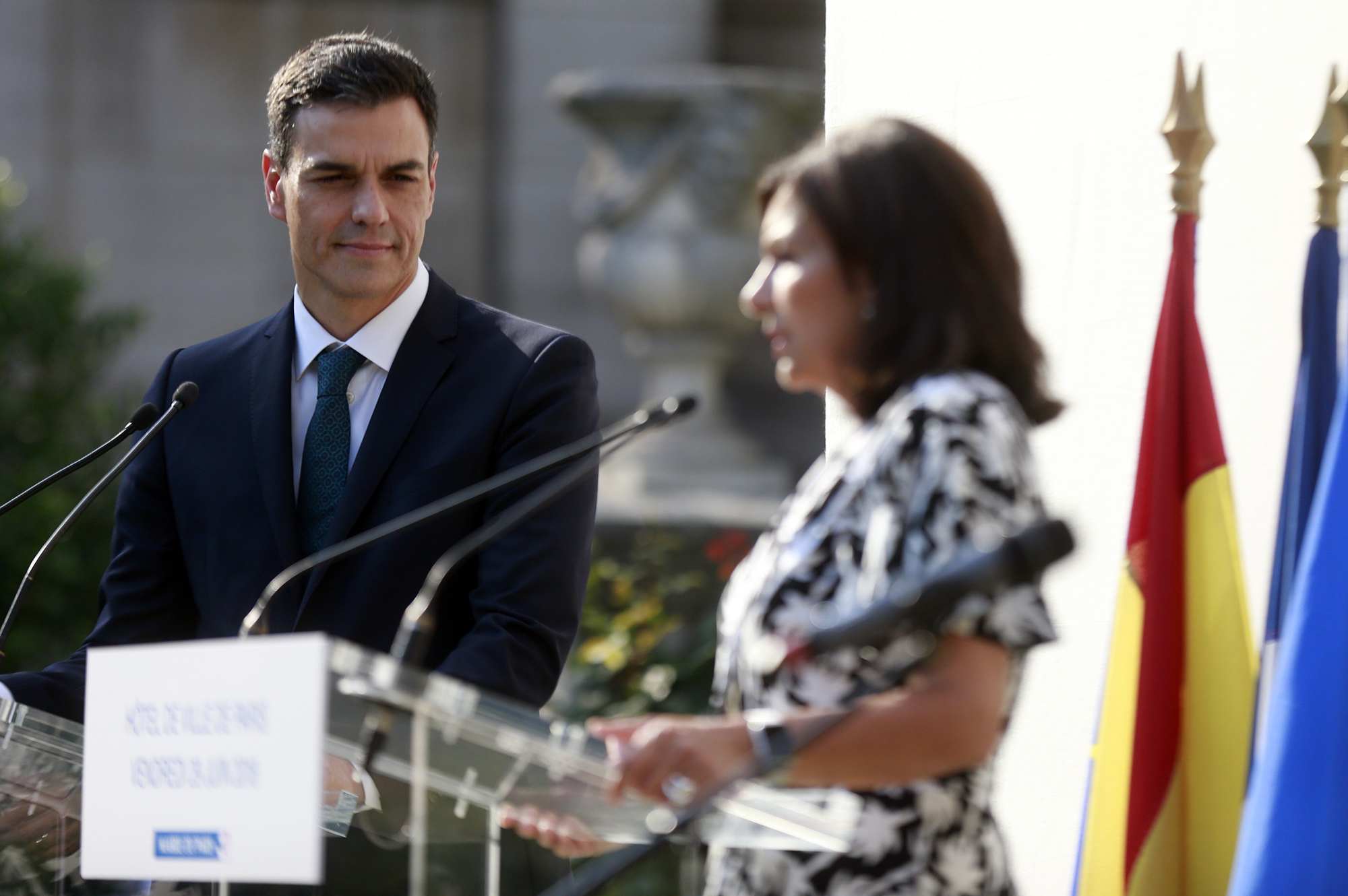
La alcaldesa de París, Anne Hidalgo, y el presidente del gobierno español, Pedro Sánchez, durante la ceremonia de inauguración en junio 2018
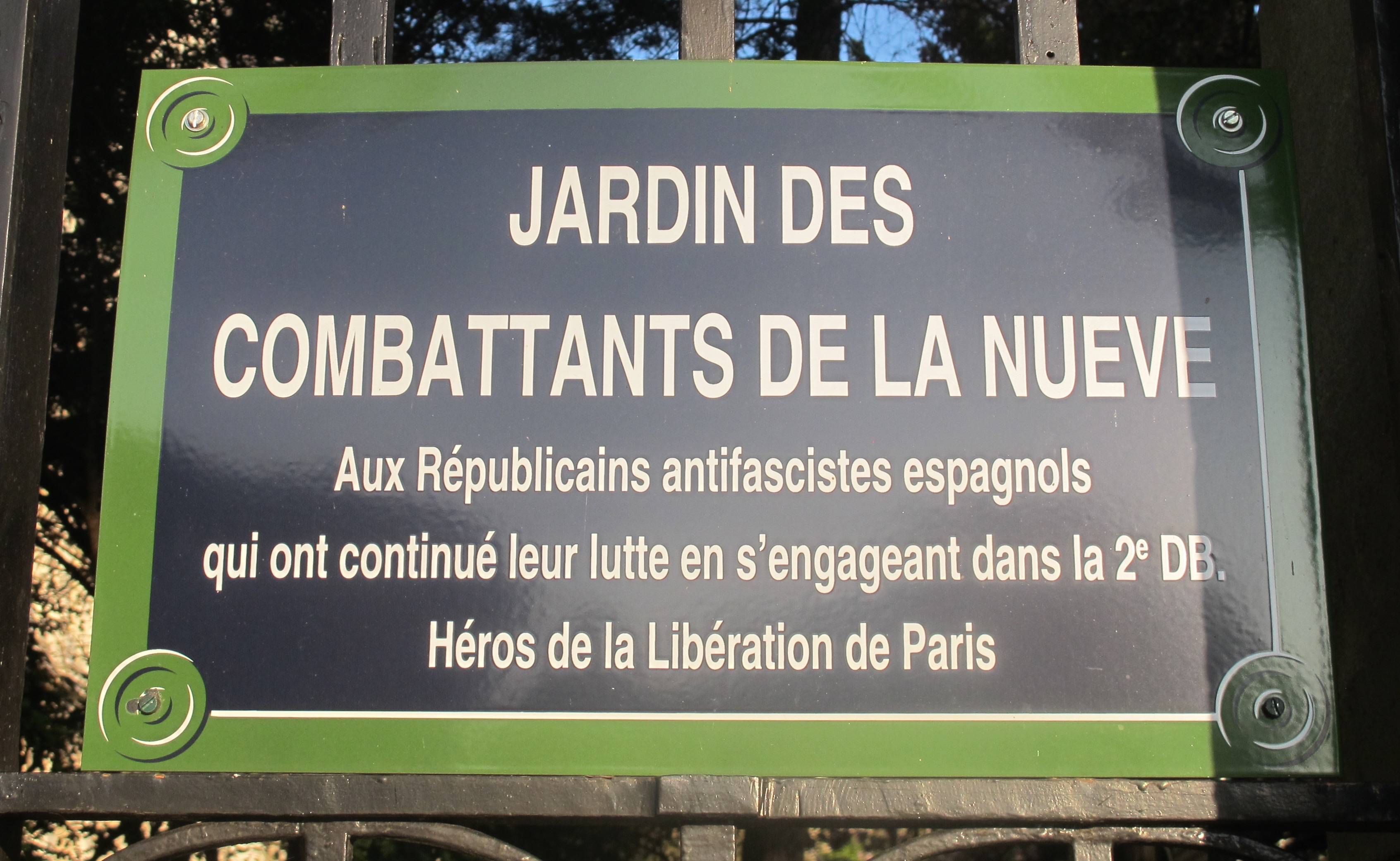
Placa: “Jardín de los Combatientes de La Nueve. A los republicanos antifascistas españoles que prosiguieron su lucha al encuadrarse en la Segunda División Blindada (Lecrec). Héroes de la liberación de París”